# Xã Galesburg, Quận Traill, Bắc Dakota
Xã Galesburg (tiếng Anh: Galesburg Township) là một xã thuộc quận Traill, tiểu bang Bắc Dakota, Hoa Kỳ. Năm 2010, dân số của xã này là 83 người.